# Lamprophis erlangeri
Lamprophis erlangeri är en ormart som beskrevs av Sternfeld 1908. Lamprophis erlangeri ingår i släktet Lamprophis och familjen snokar.
Artens utbredningsområde är Etiopien. Inga underarter finns listade i Catalogue of Life.
Honor lägger ägg.